# Trần Quốc Văn
Trần Quốc Văn (sinh ngày 16 tháng 7 năm 1968) là chính trị gia nước Cộng hòa xã hội chủ nghĩa Việt Nam. Ông hiện là Phó Bí thư Tỉnh ủy, Chủ tịch Hội đồng nhân dân tỉnh Hưng Yên và kiêm nhiệm các vị trí lãnh đạo hành pháp tỉnh Hưng Yên. Ông nguyên là Bí thư Ban Cán sự Đảng, Chủ tịch Ủy ban nhân dân tỉnh Hưng Yên,Thường vụ Tỉnh ủy, Bí thư Huyện ủy huyện Văn Lâm, tỉnh Hưng Yên; Tỉnh ủy viên, Giám đốc Sở Kế hoạch và Đầu tư tỉnh Hưng Yên.
Trần Quốc Văn là Đảng viên Đảng Cộng sản Việt Nam, học vị Cử nhân Kinh tế, Cao cấp lý luận chính trị. Trong sự nghiệp của mình, ông đã có gần 20 năm hoạt động trong các doanh nghiệp vốn nhà nước.

## Xuất thân và giáo dục
Trần Quốc Văn sinh ngày 16 tháng 7 năm 1968 tại xã Tân Việt, huyện Yên Mỹ, tỉnh Hưng Yên, Việt Nam Dân chủ Cộng hòa. Ông lớn lên và theo học phổ thông ở quê nhà. Năm 1987, ông lên Hà Nội theo học đại học chuyên ngành Hạch toán kinh tế tại Trường Đại học Kinh tế Quốc dân, nhận bằng Cử nhân Kinh tế.
Ngày 21 tháng 10 năm 1995, ông được kết nạp Đảng Cộng sản Việt Nam, trở thành đảng viên chính thức vào ngày 21 tháng 10 năm 1996. Trong quá trình hoạt động Đảng và Nhà nước, ông theo học các khóa tại Học viện Chính trị Quốc gia Hồ Chí Minh, nhận bằng Cao cấp lý luận chính trị.

## Sự nghiệp

### Thời kỳ đầu
Tháng 6 năm 1991, sau khi tốt nghiệp đại học, Trần Quốc Văn trở về quê hương, bắt đầu sự nghiệp của mình với vị trí Cán bộ Công ty thương nghiệp Hải Hưng, sau đó đổi tên doanh nghiệp thành Công ty Nông sản thực phẩm Hải Hưng. Tháng 8 năm 1996, ông là Trạm phó Trạm kinh doanh tổng hợp 1, Công ty Nông sản thực phẩm Hải Hưng. Đến tháng 5 năm 1997, ông là Kế toán trưởng của Công ty Xuất nhập khẩu Hưng Yên. Tháng 10 năm 2005, ông là Giám đốc Công ty Xuất nhập khẩu Hưng Yên, một doanh nghiệp có 88% vốn Nhà nước. Ông có gần 20 năm sự nghiệp trong hoạt động doanh nghiệp từ 1991 đến 2009.

### Công chức
Tháng 3 năm 2009, Trần Quốc Văn chuyển ngạch sang vị trí công chức. Ông được bổ nhiệm làm Phó Giám đốc Sở Kế hoạch và Đầu tư tỉnh Hưng Yên. Đến tháng 2 năm 2014, ông được bổ nhiệm làm Giám đốc Sở Kế hoạch và Đầu tư rồi Tỉnh ủy viên từ tháng 2. Sau đó, tháng 11 năm 2015, tại Đại hội Đảng bộ tỉnh Hưng Yên lần thứ XVIII, ông được bầu làm Tỉnh ủy viên rồi Ủy viên Ban Thường vụ Tỉnh ủy Hưng Yên nhiệm kỳ 2015 – 2020. Tháng 12 năm 2017, ông được Ban Thường vụ Tỉnh ủy điều chuyển về huyện Văn Lâm, nhậm chức Bí thư Huyện ủy huyện Văn Lâm. Tháng 11 năm 2020, tại Đại hội Đảng bộ tỉnh Hưng Yên lần thứ XIX, ông được bầu làm Phó Bí thư Tỉnh ủy Hưng Yên.

### Chủ tịch Hưng Yên
Ngày 30 tháng 11 năm 2021, Hội đồng nhân dân tỉnh Hưng Yên khóa XVI tổ chức kỳ họp chuyên đề thứ 14, bầu các vị trí chủ chốt của Hội đồng Nhân dân và Ủy ban Nhân dân tỉnh. Thường vụ Tỉnh ủy, Phó Bí thư Tỉnh ủy, Bí thư Huyện ủy Văn Lâm Trần Quốc Văn được bầu làm Chủ tịch Ủy ban nhân dân tỉnh Hưng Yên khóa 2016 – 2021, kế nhiệm vị trí của Nguyễn Văn Phóng nghỉ hưu theo chế độ. Trong bài phát biểu lúc nhậm chức, ông đặt ra lời hứa rằng sẽ nỗ lực đẩy mạnh sự phát triển của Hưng Yên, đưa Hưng Yên trở thành tỉnh mạnh của Việt Nam. Ngày 11 tháng 12 năm 2020, Thủ tướng Nguyễn Xuân Phúc phê chuẩn việc bầu cử đối với Trần Quốc Văn.

## Khen thưởng
Trong sự nghiệp, Trần Quốc Văn được nhận những giải thưởng như:
- Bằng khen của Thủ tướng Chính phủ, giai đoạn 2010 – 2015;
- Bằng khen của Ban Thường vụ Tỉnh ủy Hưng Yên giai đoạn 2015 – 2020;